# 徐汇区

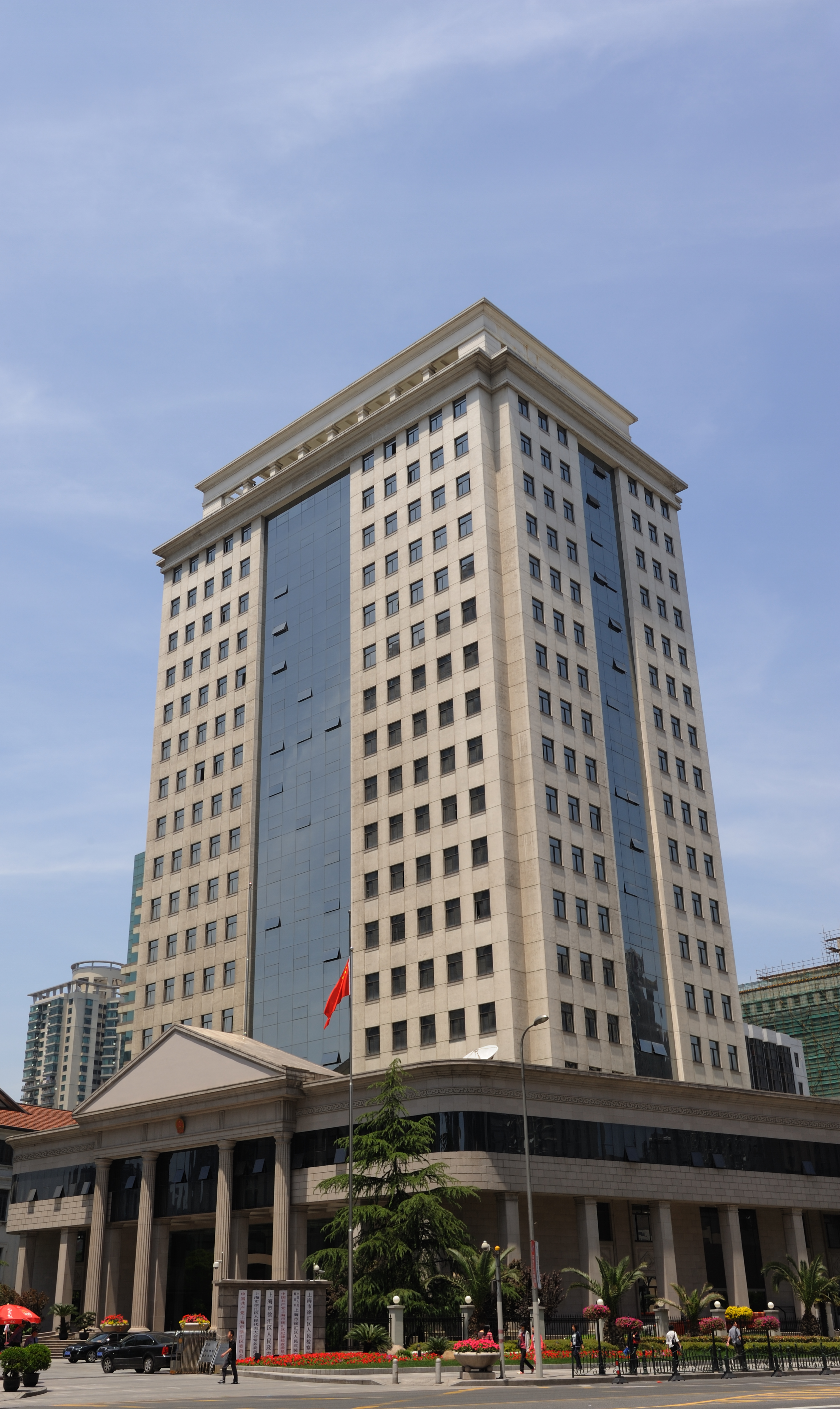
位于徐家汇的徐汇区政府大楼

徐汇区（上海话拼音：xhihhuequ，发音：[ʑìɦuᴇ̋tɕʼy᷆]）是中华人民共和国上海市的一个市辖区，位于上海市中心，因为明末大臣、学者、天主教教友领袖徐光启及其后代居住于此而得名。徐汇区位于上海中心城区的西南部，东与黄浦区毗邻，与浦东新区隔黄浦江相望，西与闵行区相邻，北与静安区、长宁区接壤。全境面积54.93平方公里。其中陆地面积50.94平方公里，水域面积3.82平方公里。区人民政府驻漕溪北路。
徐汇境内徐家汇是上海市西南部的城市副中心。徐汇是上海较早基本完成旧区改造的中心城区之一。徐汇重点发展信息技术、现代生物医药、纳米新材料等高新技术产业，形成区工业电子信息业和生物医药业发展的产业规模。
辖区内有多所高等学校，包括综合性、研究型大学上海交通大学、华东理工大学和专业特色显著的上海师范大学、上海医科大学，以及艺术院校上海音乐学院等。学科涵盖文、理、工、商、医、法、师范、艺术等，为上海科教文化最齐全最集中之地区，被誉为“上海科教文化核心区”。上海市徐匯中學為徐汇区實驗性示範性中學，其建筑古蹟为上海市文物保护单位。

## 地名由来
1945年以原徐家汇镇为中心建徐家汇区。因镇得名。

## 历史
徐汇区位于上海之中心地带，东临黄浦江中段。
上海的浦东和北部宝山一带，由长江和吴淞江交汇冲刷所携带的泥沙淤积于珊瑚礁而形成。但北部的嘉定、中部的闵行、西部的青浦和松江、以及南部的奉贤早在汉朝就已经存在。
东汉时期，海岸线沿着今天的嘉定以东——宝山大场——卢湾——奉贤以东一线。吴淞江为上海境内的最大江河，自太湖向东注入东海，徐汇区区境在当时已初步形成于吴淞江出海口之南岸，东濒东海。
到了唐朝，唐天宝十年（公元751年），正式置华亭县，县治即今松江，这是上海地区设县之始。此时的吴淞江出海口继续向东推进至今陆家嘴一带，而江水携带的泥沙在南岸不断堆积，形成了今长宁区静安区的新陆地，吴淞江已向北偏离徐汇区北部区界。
公元3世纪以前，黄浦江江流很短，较为笔直地向南流动，于杭州湾入海。后几经改道，流向逐渐折向东北，流程也随之延长。到了北宋天圣年间，黄浦江已改道经由今龙华地界向北，再转向东流往上海老城厢，初步勾勒出了今徐汇区的滨江地带。至元朝至顺年间，吴淞江因河道淤积愈发难以通行，大中型船只开始改走江面更宽的黄浦江航行。吴淞江成了今天的苏州河。
北宋时期，以吴淞江为界，以南仍为华亭县，以北归入昆山县，崇明地区属海门县。徐汇区区境受华亭县管辖，直到南宋灭亡。
元至元十四年（公元1277年），华亭县升府，次年改称松江府，仍置华亭县，徐汇区区境继续受华亭县管辖。至元二十九年（公元1282年）松江府下设2县，南部仍为华亭县，北部新设上海县，明末再增设青浦县。徐汇区区境改辖于上海县高昌鄉，直至明末。
随着上海地区面积和人口不断膨胀，清朝时期多增县治，清雍正四年（公元1726年），松江府下划设华亭、上海、青浦、娄、奉贤、福泉、金山、南汇8县，清嘉庆十年（公元1805年）废除福泉1县，徐汇区区境仍辖于上海县。
徐汇区发源于徐家汇地区，而徐家汇的形成最早可以追溯到明朝。明朝晚期，中西文化交流的先驱者之一、科学家徐光启于蒲汇塘、肇嘉浜和李漎泾三水汇合之处，建立农庄别业，从事农业实验并著书立说，逝世后即安葬于此，其后裔在此繁衍生息，逐渐在墓地附近形成村落，初名“徐家厍”，后渐成集镇。因其地乃三水汇合之处，又为徐氏家族汇居于此，便在清朝康熙年间得名徐家汇。
清朝宣统二年(1910年)，徐汇区境分属上海县的上海城、法华乡、漕河泾乡。中華民国3年(1914年)，上海法租界擴張，現今肇嘉浜路以北、华山路以东地区划入法租界，其余地区仍属上海县。中華民国16年（1927年），上海特别市設立，中華民国19年（1930年）5月，更名為上海市。徐汇區境分屬上海法租界、沪南区、漕泾区、法华区。第二次中日戰爭战争期间，徐汇區境的非租界區先后分属上海市大道政府南市区、沪西区和第四、七、八区。第二次中日戰爭結束后，区境分属上海市第七区(常熟区)、第八区(徐家汇区)、第二十六区(龙华区)。中華民国36年（1947年），第七区、第八区、第二十六區更名為常熟区、徐汇区、龙华区。  
1956年3月，常熟区併入徐汇区。1964年5月，閔行區撤銷，閔行區下轄的闵行地区和吴泾地区并入徐汇区。1981年2月，闵行地区和吴泾地区又恢復為闵行区。1984年9月，上海县龙华镇和漕河泾镇划入徐汇区。1986年2月，上海县虹梅路以东、漕宝路以北、上澳塘港以西、蒲汇塘以南地区划入徐汇区。1992年7月，上海县龙华乡划入徐汇区。

## 行政区划
徐汇区下辖12个街道、1个镇：
天平路街道、湖南路街道、斜土路街道、枫林路街道、长桥街道、田林街道、虹梅路街道、康健新村街道、徐家汇街道、凌云路街道、龙华街道、漕河泾街道、华泾镇和漕河泾新兴技术开发区。

## 人口
根據第七次全国人口普查數據，截至2020年11月1日零時，徐匯區常住人口1113078人
2010年第六次全国人口普查结果户籍人口909,294人，常住人口1,085,130人。

## 商業旅遊
上海主要商圈之一的徐家匯商圈位於此區。

## 交通

### 轨道交通
- 1号线：锦江乐园站—常熟路站
- 3号线：宜山路站—上海南站站
- 4号线：上海体育场站—宜山路站
- 7号线：常熟路站—龙华中路站
- 9号线：漕河泾开发区站—嘉善路站
- 10号线：交通大学站—上海图书馆站
- 11号线：龙耀路站—徐家汇站
- 12号线：陕西南路站—虹梅路站
- 15号线：桂林路站—华泾西站
- 19号线（建设中）
- 23号线（建设中）：上海体育场站—景联路站
- 金山铁路：上海南站
- 机场联络线：景洪路站

## 教育

### 高等教育
徐汇区的科研教育资源非常丰富，19世纪末，境内就出现了清政府创办的大学南洋公学（今上海交通大学之前身）和天主教会创办的震旦公学。民国时期的几十年里，上海法租界受保护使得徐汇、卢湾地区社会趋于稳定，科教事业一直走在上海的最前列，最好的大学、医学院和艺术院校等汇聚徐汇和卢湾，被形象地比喻为“地倾西南”，成了上海科教、文化与商业之“聚宝盆”。
在徐汇区的高等学校中有：
- 历史悠久、学科门类齐全的综合型大学上海交通大学
- 在医学领域久负盛名的上海医学院
- 专业特色显著为行业培养高级人才的华东理工大学、上海师范大学、上海音乐学院、上海戏剧学院、上海应用技术学院、上海东海职业技术学院、上海新侨职业技术学院、上海欧华职业技术学院
- 作为中共上海市委党校分校的上海市经济管理干部学院
- 向社会开放的成人高等学校如上海市徐汇区业余大学、上海职工医学院等

伴随民国和共和国一起发展起来的百年大学和科教资源，是科教领先的徐汇进一步“科教兴市”的坚实基础，也是徐汇构建“科教兴市核心区”的动力源泉。

### 基础教育
- 上海市上海中学
- 上海市南洋模范中学
- 上海市西南位育中学
- 上海市位育高级中学
- 上海市第二中学
- 上海市第四中学
- 上海市南洋中学
- 上海市徐匯中學

篮球运动员姚明小学毕业于高安路第一小学，初中毕业于上海市第二中学，高中毕业于上海市南洋模范中学。

## 全国重点文物保护单位
- 龙华革命烈士纪念地
- 徐光启墓
- 上海宋庆龄故居
- 龙华塔
- 徐家汇天主堂